# Riviermoortiran
De riviermoortiran (Knipolegus orenocensis) is een zangvogel uit de familie Tyrannidae (tirannen).

## Verspreiding en leefgebied
Deze soort komt voor in het Amazonegebied en telt drie ondersoorten. De ondersoort sclateri wordt ook wel beschouwd als een aparte soort.
- K. o. orenocensis: oostelijk Colombia en Venezuela.
- K. o. xinguensis: noordoostelijk Brazilië bezuiden de Amazonerivier.
- K. o. sclateri: van noordoostelijk Ecuador en noordoostelijk Peru tot noordelijk-centraal Brazilië.

### Verspreidingskaarten

orenocensus en xinguesis
sclateri

## Status
De grootte van de populatie is niet gekwantificeerd maar de soort wordt omschreven als schaars en met een versnipperde verspreiding. Op de Rode lijst van de IUCN heeft deze soort de status niet bedreigd.